# Amfibolit
Amfibolit je regionálně metamorfovaná hornina vyznačující se střední až hrubou velikostí zrna. Patří mezi krystalické břidlice. Jsou to masivní tmavě šedé horniny, nevýrazně břidličnaté, s častou lineací amfibolů. Vznikají při nízkém až středním, ale i při vysokém tlaku okolo 1,0 – 1,2 GPa, při teplotě 500 – 700 °C. Je hlavním představitelem amfibolitové facie, typické pro regionální metamorfózu.
Název amfibolit je odvozen od převládajícího minerálu amfibolu, zavedl jej v roce 1813 Alexandre Brongniart. Někdy jsou jako amfibolity nesprávně označovány i vyvřelé horniny tvořené převážně amfiboly, které mají být správně označovat hornblendity nebo amfibolovce. Barva horniny bývá nejčastěji zelená až černá. Amfibolit má většinou páskovaný charakter, což způsobuje ukládání vrstev tmavého amfibolu a světlého plagioklasového živce. To bývá nejčastěji důsledek vrstevnatosti původních hornin jako jsou v tomto případě čedičové tufy.

## Složení
Složení amfibolitu je poměrně pestré. Hlavními minerály jsou amfiboly a plagioklasy. Konkrétně se jedná o různé druhy amfibolu (nad 50 % objemu, hornblendit, aktinolit a tremolit), živec, biotit, granát (almandin). Velké množství krystalů amfibolu způsobuje v některých případech až břidličnatost horniny.

## Vznik
Amfibolit vzniká většinou regionální metamorfózou magmatických hornin, především čedičů a andezitů. Do přeměňovaných hornin se řadí také jejich hlubinné ekvivalenty jako jsou gabro a diorit. Jejich vznik při teplotách 500–700 °C je doprovázen širokým rozsahem tlakových podmínek. Tyto podmínky nastávají v hloubkách 10 až 30 km pod povrchem Země.

## Výskyt
Amfibolit je velmi rozšířený ve všech metamorfovaných terénech celého světa, kde byla výchozí hornina čedič nebo andezit. Amfiboly mají velmi složitou strukturu, a proto jsou mnohými geology nazývány odpadkové koše nebo mořské houby.[zdroj?]
Na skalním útvaru z amfibolitu, který vyčnívá z rulového území, je postaven hrad Kámen.

## Využití
Vysoká pevnost a mimořádná odolnost této horniny jsou předpoklady pro kvalitní drcené kamenivo, používající se v silničářství. Historicky byl využíván patrně i na výrobu brousků a sekeromlatů.

## Galerie

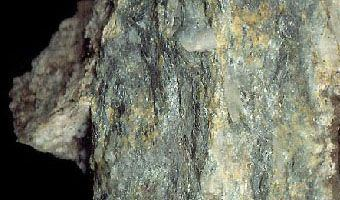
Makroskopický pohled na amfibolit
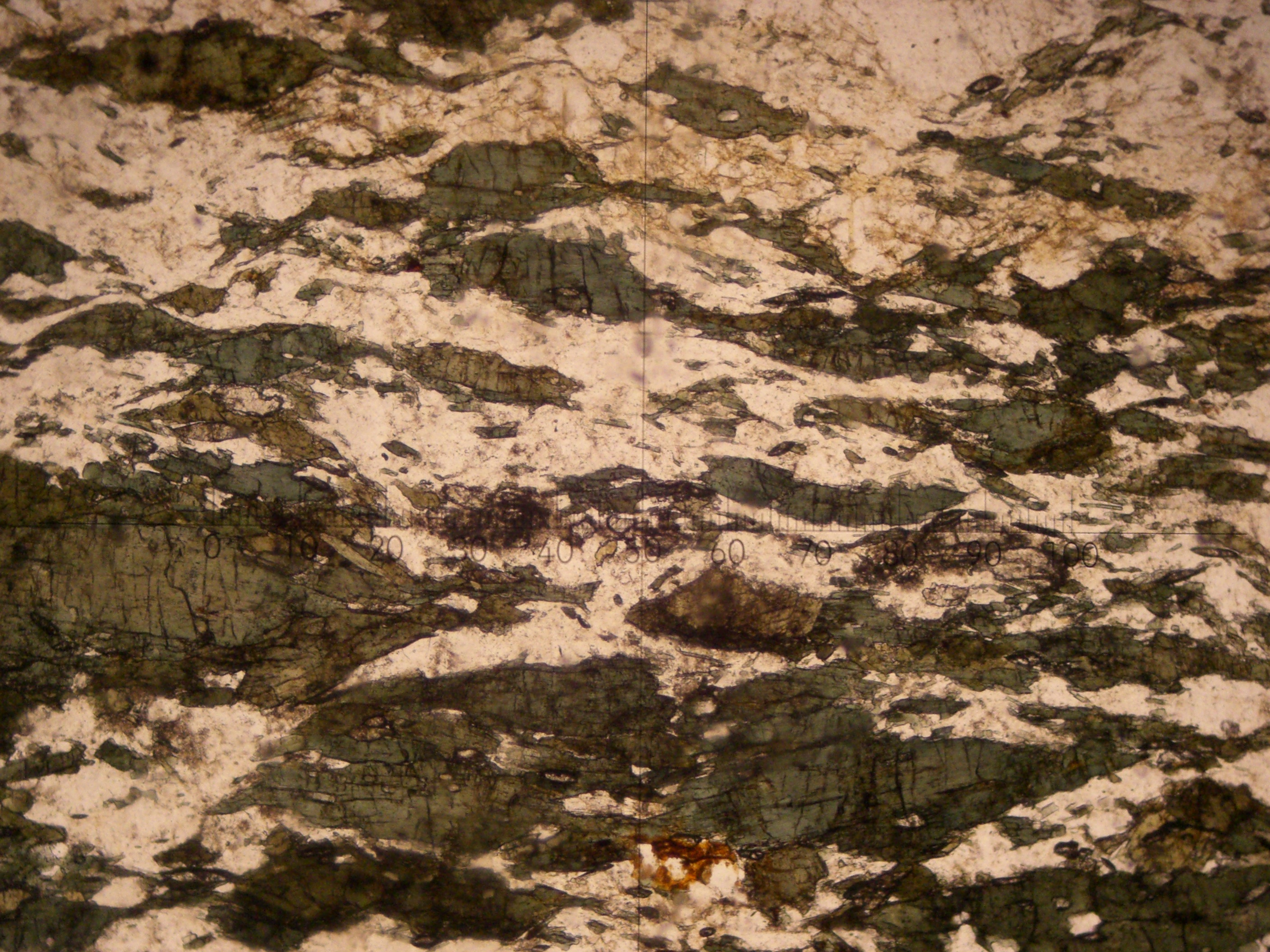
Mikroskopický pohled na amfibolit pod jedním nikolem
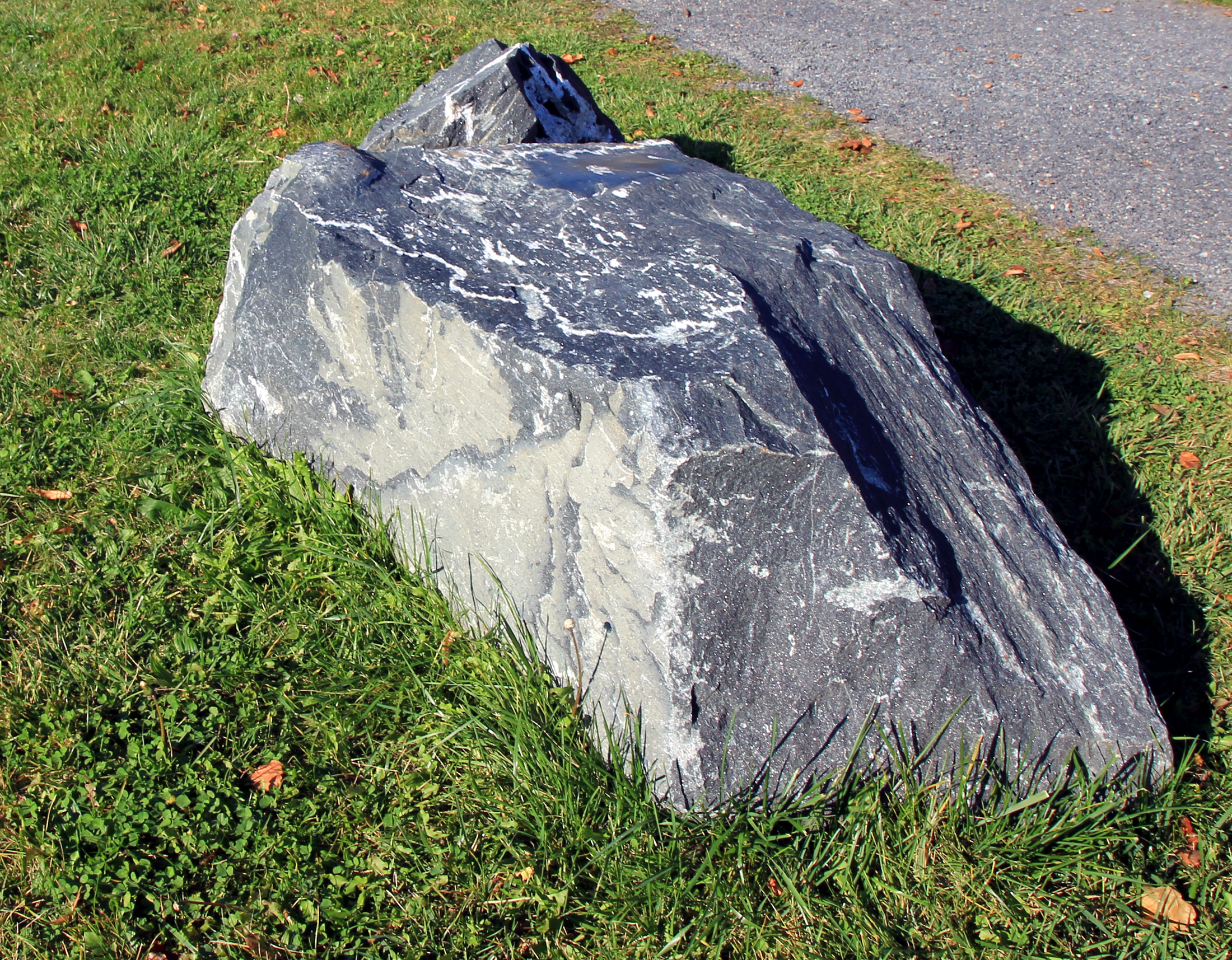
Český amfibolit z Libodřic